# I Toreador
I Toreador (The Bullfighters) è un film del 1945 diretto da Malcolm St. Clair e interpretato da Laurel & Hardy. È il penultimo film della coppia e l'ultimo girato per la 20th Century Fox. Gireranno il loro ultimo film, Atollo K, sei anni dopo.

## Trama
Stanlio e Ollio sono due detective privati provenienti da Peoria che giungono a Città del Messico per scovare una ladra di nome Hattie Blake con l'intento di arrestarla e ricondurla negli Stati Uniti. Giunti sul posto, i passanti scambiano Stanlio per il famoso torero catalano di Barcellona Don Sebastian, atteso in città per una importante corrida. Nel frattempo i due fanno conoscenza con Hot Shot Coleman, il procuratore di Don Sebastian, che poco prima aveva ricevuto un suo telegramma in cui gli diceva che a causa di un problema burocratico legato al proprio passaporto, molto probabilmente non sarebbe giunto in tempo per l'evento perciò chiede a Stanlio di spacciarsi per lui alla stampa e agli abitanti almeno fino all'arrivo del suo cliente in cambio di una somma di denaro. Stanlio, inizialmente scettico, accetta l'offerta quando lui e l'amico vengono a sapere che Coleman è in affari con Richard K. Muldoon, uno scommettitore che otto anni prima fu ingiustamente condannato dai due detective per un crimine mai commesso che ha giurato al suo socio che semmai un giorno dovesse rincontrarli sulla propria strada, gli avrebbe scuoiati vivi pertanto Stanlio fingerà di saper parlare spagnolo e Ollio di non mostrarsi in pubblico in presenza di Stanlio per non rischiare la pelle. Mentre Stanlio viene scambiato da tutti per il torero, la ladra riesce a far perdere le sue tracce e nel frattempo arriva anche la conferma da parte del torero che comunica al suo procuratore di non riuscire ad arrivare in tempo per la manifestazione; di conseguenza Coleman, per non rimetterci economicamente con Muldoon, costringe Stanlio a presentarsi direttamente nell'arena il giorno della corrida. Quest'ultimo è riluttante all'idea ma viene consolato quando Coleman gli promette di farlo scontrare con un toro cieco e appagato. Tuttavia, poco prima del combattimento, Stanlio si ubrica per la paura dopo aver visto perdere tutti i suoi predecessori e nel frattempo, a insaputa di tutti, giunge improvvisamente nell'arena il vero torero Don Sebastian, il quale si esibisce straordinariamente venendo osannato dalla folla scaturendo lo sgomento di tutti tra cui quello di Ollio che non crede ai suoi occhi ma quando tutto sembra andare per il meglio, giunge nell'arena anche l'ignaro Stanlio che, a tu per tu con l'incredulo Don Sebastian, crea sgomento tra gli spettatori in particolar modo da parte del furente Muldoon che capisce il doppio gioco del socio Coleman e cerca di scendere dalle tribune all'inseguimento di Stanlio e Ollio ma i due riescono a svignarsela dopo che la folla invade l'arena causando anche la fuga di alcuni tori creando scompiglio ma permettendo ai due di fuggire facendo perdere le proprie tracce. Con Muldoon ancora alle costole, i detective rientrano nell'hotel in cui alloggiavano per fare i bagagli per lasciare il paese il prima possibile ma poco prima di lasciare la propria stanza, vengono colti di sorpresa da Muldoon che nel frattempo era riuscito ad anticiparli nascondendosi nell'armadio obbligando i due a spogliarsi per poterli scuoiare vivi.

## Produzione
Il film fu girato in Messico e negli studi Fox. A Stan Laurel fu concesso di stendere la bozza del soggetto, e riprese così lo sketch della comica Andando a spasso (1934), in cui Stanlio e Ollio, detective, rischiano la vita perché un condannato uscito di prigione minaccia di ucciderli. La sceneggiatura fu successivamente sviluppata da Scott Darling. Laurel tuttavia non fu contento delle gag troppo scontate e farsesche del copione.
La scena della lite delle uova dei die con la criminale, è ispirata alli sketch di Stanlio e Ollio ne La grande festa (1934), con Lupe Velez.

## Doppiaggio
Il doppiaggio originale, con le voci di Alberto Sordi e Mauro Zambuto, risulta tutt'oggi irreperibile. Nel 2002 il film venne ridoppiato da Mediaset, con le voci di Giorgio Ariani ed Enzo Garinei.